# Вспышка метапневмовируса человека (с 2024)
Вспышка случаев заболевания метапневмовирусом человека (HMPV) началась в конце 2024 года. Внимание общественности было привлечено, когда Китайский центр по контролю и профилактике заболеваний опубликовал данные, свидетельствующие о значительном росте числа случаев респираторных инфекций, вызванных метапневмовирусом, за неделю с 16 по 22 декабря 2024 года.
Метапневмовирус человека — вирус, относящийся к семейству парамиксовирусы, который вызывает респираторные заболевания, особенно у детей и людей с ослабленным иммунитетом. Вспышка hMPV в Китае привела к значительному увеличению числа случаев заболевания и оказала давление на систему здравоохранения страны.

## Характеристика вспышки
В середине декабря 2024 года медицинские учреждения Китая сообщили об общем росте числа респираторных инфекций, в том числе о вспышке HMPV среди детей в возрасте до 14 лет на севере страны. По сообщению Китайского центра по контролю и профилактике заболеваний, в конце 2024 года метапневмовирус человека был связан с 6,2 % положительных тестов на респираторные заболевания и 5,4 % госпитализаций из-за респираторных заболеваний в Китае, что больше, чем с COVID-19, риновирусом или аденовирусом.
На текущий момент число подтверждённых случаев в Китае неизвестно. Фиксируются заражения в других странах, включая соседние регионы и более отдалённые территории. Случаи заболевания были зарегистрированы в Гонконге, где темпы распространения ниже, чем в остальном Китае. В Малайзии число случаев увеличилось с 225 в 2023 году до 327 в 2024 году. Индия подтвердила первые случаи заражения HMPV в Бангалоре 6 января 2025 года. У 8-месячного мальчика и 3-месячной девочки были диагностированы респираторные симптомы. В Казахстане зарегистрировано 30 случаев заболевания, но число случаев заражения HMPV намного меньше, чем риновирусом, аденовирусом или коронавирусом.
По данным китайских и международных исследований, вирус активно циркулирует в густонаселённых районах и представляет наибольшую угрозу для детей младше пяти лет, пожилых людей и пациентов с хроническими заболеваниями.
Вспышка метапневмовируса человека вызвала переполненность больниц в некоторых регионах Китая и осложнило предоставление медицинских услуг.

## Симптомы
Симптомы hMPV напоминают другие респираторные инфекции, такие как COVID-19 и грипп. Наиболее частые симптомы включают:
- Кашель и сильная боль
- Насморк
- Лихорадка
- Одышка
- Головная боль
- Боль в горле
- Усталость
- Сыпь
- Хрипы

У некоторых пациентов могут наблюдаться осложнения, такие как пневмония и обострение хронических респираторных заболеваний.

## Меры реагирования
Китайские власти усилили меры по выявлению и изоляции заражённых, а также организовали мобильные бригады для тестирования населения на вирус. Введены строгие рекомендации по:
- Ношению масок в общественных местах
- Регулярной дезинфекции поверхностей
- Сокращению массовых мероприятий

Дополнительно страны, соседствующие с Китаем, начали усиленный мониторинг на границах и сообщили о готовности разрабатывать региональные планы реагирования.

## Профилактика
Специфическая вакцина против hMPV пока отсутствует. В целях профилактики Всемирная организация здравоохранения (ВОЗ) рекомендует следующие меры:
- Частое мытье рук с мылом
- Использование антисептиков
- Сокращение контактов с инфицированными лицами
- Соблюдение респираторного этикета (прикрытие рта и носа при кашле или чихании)

Эти меры могут существенно снизить риск заражения и дальнейшего распространения вируса.

### Терапия
Пациентам рекомендуется отдых, поддержание водно-электролитного баланса посредством обильного употребления жидкости, а также применение безрецептурных фармакологических средств для устранения миалгии и снижения гипертермии при легких формах течения заболевания.
При тяжелых формах инфекции, особенно у лиц с иммунодефицитом, применяются такие препараты, как рибавирин, в сочетании с внутривенным введением иммуноглобулинов.

### Вакцина
Биофармацевтическая корпорация Moderna осуществила клинические исследования экспериментального препарата, представляющего собой кандидат на вакцину против инфекции, вызванной человеческим метапневмовирусом (HMPV). Указанный фармакологический агент, созданный с применением технологии модифицированной матричной РНК (модРНК), по состоянию на октябрь 2019 года завершил этап прохождения одной из четырёх стадий клинической проверки.

## Диагностика
Идентификация и верификация возбудителя метапневмовирусной инфекции осуществляется посредством современных молекулярно-биологических методик, среди которых ключевую роль занимает полимеразная цепная реакция в режиме реального времени (RT-qPCR). Данный подход характеризуется повышенной чувствительностью по сравнению с традиционной RT-PCR, а также снижением временных и ресурсных затрат, что делает его предпочтительным для оперативного молекулярного выявления HMPV.
Дополнительно применяются инвазивные методы, такие как бронхоскопия, и лучевая диагностика, включая рентгенографию органов грудной клетки. Параллельно вирус может быть идентифицирован через прямую детекцию его генетического материала с использованием тестов амплификации нуклеиновых кислот либо посредством детекции вирусных антигенов в респираторных секретах при помощи методов иммунофлуоресценции или иммуноферментного анализа.